# Један од оних живота
Један од оних живота је роман који обухвата јесен 1991. - једно тешко време, период мобилизације, ратно окружење, инфлацију, шверц суморну стварност распада СФРЈ. Главни јунак, Петраш, растргнут између не баш узвраћене љубави и перманентног избегавања одласка на фронт, евоцира успомене своје најбоље роле младалачког живота када је био центарфор школског тима. Кроз причу се провлачи и брат његове девојке, по националности Мађар који у тренутку распада СФРЈ у страху од мобилизације одлучује да заувек напусти „домовину“, а Петраш треба да му омогући тај одлазак.